# Banarjhula
Banarjhula – gaun wikas samiti we wschodniej części Nepalu w strefie Sagarmatha w dystrykcie Saptari. Według nepalskiego spisu powszechnego z 2001 roku liczył on 798 gospodarstw domowych i 4541 mieszkańców (2383 kobiet i 2158 mężczyzn).